# Antònia Boada i Ros
Antònia Boada i Ros (Badalona, 1928 - Barcelona, 1977) fou una assistenta social i dirigent veïnal catalana, molt vinculada al seu barri, Bufalà.
Estigué vinculada a l'Aspirantat d'Acció Catòlica del centre parroquial Sant Josep, del qual n'organitzà les primeres colònies escolars per a infants. Fou una de les persones que intervingué en la fundació d'Aspanin (Associació de Pares de Nens Inadaptats), institució que té cura dels nens discapacitats. D'altra banda, fou una persona destacada en el moviment associatiu de la ciutat de Badalona, va promoure la creació de diverses associacions de veïns, i de la pròpia Federació d'Associacions de Veïns de Badalona (FAVB), i l'Associació de Jubilats de Badalona. Ajudà sempre a joves i grans, i això feu que la gent li tingués una gran estimació, especialment al barri de Bufalà.
Antònia Boada morí el 1977 a causa d'un accident a la fàbrica Rivière, on treballava. Fou enterrada al cementeri de Sant Pere. El 5 de març de 1978 s'inaugurà una plaça a Bufalà, urbanitzada per les pressions de les entitats veïnals, se li donà el nom de Boada a petició de l'AVV de Bufalà i la FAVB.